# Bagnolo di Po
Bagnolo di Po ist eine italienische Gemeinde (comune) mit 1209 Einwohnern (Stand 31. Dezember 2023) in der Provinz Rovigo, Region Venetien.

## Geographie
Die Gemeinde bedeckt eine Fläche von etwas mehr als 21 km². Sie liegt rund 2 km südlich des Tartaro und von Canda und gehört zur Area Geografica: Alto Polesine. Ortsteile sind Runzi, Fornace Maule, Pelizzare und Corà. Die Nachbargemeinden sind Canda, Castelguglielmo, Ficarolo, Gaiba, Salara, Stienta und Trecenta.

## Geschichte
Das Gebiet ist seit dem 10. Jahrhundert als Besitz des Hauses Este nachweisbar, eine Gemeinde seit dem 15. Jahrhundert. 1597 fiel das Territorium an den Kirchenstaat (bis 1796). In der Cisalpinen Republik wurde der Ort im Jahre 1800 dem Departement Basso Po mit Sitz in Ferrara zugewiesen. Durch das napoleonische Dekret von 1805 bei der Gründung des Königreichs Italien wurde die Untergliederung des Departements verfeinert, Bagnolo gehörte zum Ersten Distrikt und zum Kanton III Trecenta. Im Lombardo-Venetischen Königreich wurde die Provinz Polesine geschaffen und der Ort dem Distrikt Badia zugewiesen. 1845 ist Bagnolo mit Runzi Teil der Provinz Rovigo. Auch im Königreich Italien blieb 1866 die Zuordnung zur Provinz Rovigo erhalten.

## Gemeindepartnerschaft
- Kirchberg im Wald,  (Niederbayern), seit 2009. Grund für die Entscheidung war der gemeinsame Ortspatron, der Heilige Gotthard.